# Mesocardia
Mesocardia é uma ectopia ou anomalia cardíaca, no qual o coração fica posicionado no centro do tórax (e não à esquerda), atrás do esterno.